# Argenton-l'Église
Argenton-l'Église és un municipi francès situat al departament de Deux-Sèvres i a la regió de la Nova Aquitània. L'any 2007 tenia 1.588 habitants.

## Demografia

### Població
El 2007 la població de fet d'Argenton-l'Église era de 1.588 persones. Hi havia 640 famílies de les quals 168 eren unipersonals (84 homes vivint sols i 84 dones vivint soles), 236 parelles sense fills, 196 parelles amb fills i 40 famílies monoparentals amb fills.
La població ha evolucionat segons el següent gràfic:
Habitants censats

### Habitatges
El 2007 hi havia 747 habitatges, 655 eren l'habitatge principal de la família, 53 eren segones residències i 39 estaven desocupats. 694 eren cases i 46 eren apartaments. Dels 655 habitatges principals, 494 estaven ocupats pels seus propietaris, 146 estaven llogats i ocupats pels llogaters i 15 estaven cedits a títol gratuït; 2 tenien una cambra, 30 en tenien dues, 90 en tenien tres, 209 en tenien quatre i 324 en tenien cinc o més. 436 habitatges disposaven pel capbaix d'una plaça de pàrquing. A 283 habitatges hi havia un automòbil i a 306 n'hi havia dos o més.

### Piràmide de població
La piràmide de població per edats i sexe el 2009 era:
| Homes | Edats   | Dones |
| ----- | ------- | ----- |
| 0     | 95 o +  | 0     |
| 0     | 90 a 94 | 0     |
| 0     | 85 a 89 | 12    |
| 12    | 80 a 84 | 24    |
| 44    | 75 a 79 | 44    |
| 40    | 70 a 74 | 48    |
| 44    | 65 a 69 | 76    |
| 36    | 60 a 64 | 20    |
| 20    | 55 a 59 | 20    |
| 52    | 50 a 54 | 52    |
| 40    | 45 a 49 | 52    |
| 68    | 40 a 44 | 56    |
| 64    | 35 a 39 | 28    |
| 64    | 30 a 34 | 60    |
| 48    | 25 a 29 | 36    |
| 32    | 20 a 24 | 36    |
| 48    | 15 a 19 | 60    |
| 28    | 10 a 14 | 40    |
| 24    | 5 a 9   | 28    |
| 48    | 0 a 4   | 28    |

## Economia
El 2007 la població en edat de treballar era de 983 persones, 687 eren actives i 296 eren inactives. De les 687 persones actives 628 estaven ocupades (334 homes i 294 dones) i 59 estaven aturades (21 homes i 38 dones). De les 296 persones inactives 116 estaven jubilades, 59 estaven estudiant i 121 estaven classificades com a «altres inactius».

### Ingressos
El 2009 a Argenton-l'Église hi havia 678 unitats fiscals que integraven 1.695 persones, la mediana anual d'ingressos fiscals per persona era de 14.937 €.

### Activitats econòmiques
Dels 47 establiments que hi havia el 2007, 1 era d'una empresa alimentària, 2 d'empreses de fabricació d'altres productes industrials, 4 d'empreses de construcció, 10 d'empreses de comerç i reparació d'automòbils, 6 d'empreses de transport, 3 d'empreses d'hostatgeria i restauració, 1 d'una empresa d'informació i comunicació, 2 d'empreses financeres, 4 d'empreses immobiliàries, 7 d'empreses de serveis, 3 d'entitats de l'administració pública i 4 d'empreses classificades com a «altres activitats de serveis».
Dels 13 establiments de servei als particulars que hi havia el 2009, 1 era una gendarmeria, 1 oficina de correu, 1 una oficina bancària, 1 taller de reparació d'automòbils i de material agrícola, 1 taller d'inspecció tècnica de vehicles, 2 guixaires pintors, 1 lampisteria, 1 electricista, 3 perruqueries i 1 restaurant.
Dels 2 establiments comercials que hi havia el 2009, 1 era una fleca i 1 una botiga de congelats.
L'any 2000 a Argenton-l'Église hi havia 42 explotacions agrícoles que ocupaven un total de 1.914 hectàrees.

## Equipaments sanitaris i escolars
L'únic equipament sanitari que hi havia el 2009 era una farmàcia.
El 2009 hi havia 1 escola maternal i 2 escoles elementals.

## Poblacions més properes
El següent diagrama mostra les poblacions més properes.